# Manipulação da Internet
Manipulação da Internet é o uso de tecnologias digitais, online e offline, incluindo algoritmos, bots sociais e scripts automatizados, para fins comerciais, sociais, militares ou políticos. A manipulação da Internet e das mídias sociais são os principais veículos de disseminação de Desinformação devido à importância das plataformas digitais para o Consumo de mídia e a Comunicação quotidiana. Quando empregada para fins políticos, a manipulação da Internet pode ser usada para influenciar a opinião pública, polarizar cidadãos, disseminar teorias da conspiração e silenciar dissidentes políticos. A manipulação da Internet também pode visar lucro — por exemplo, para prejudicar adversários corporativos ou políticos e alavancar a reputação de uma marca. O termo também é usado para descrever aplicação seletiva de censura na Internet ou violações seletivas da neutralidade da rede.
A manipulação da Internet para fins de propaganda, com o auxílio de análise de dados e bots em mídias sociais, é chamada de propaganda computacional.

## Problemas
A manipulação da Internet frequentemente tem como objetivo alterar as percepções dos usuários e seus comportamentos correspondentes. Desde o início dos anos 2000, essa noção de hacking cognitivo referia-se a um ciberataque com o intuito de mudar o comportamento humano. Hoje, fake news, ataques de desinformação e deepfakes podem afetar secretamente o comportamento de maneiras difíceis de detectar. Foi constatado que conteúdos que evocam emoções de alta excitação (por exemplo, admiração, raiva, ansiedade ou com significado sexual oculto) são mais virais e que conteúdos que apresentam um ou vários destes elementos — surpreendente, interessante ou útil — são mais compartilhados.
Fornecer e perpetuar explicações simples para circunstâncias complexas pode ser usado para manipulação online. Frequentemente, tais explicações são mais fáceis de acreditar, surgem antes de qualquer investigação adequada e têm maior viralidade do que explicações e informações complexas e nuançadas. (Veja também: Racionalidade de baixa informação)
Avaliações coletivas anteriores de conteúdo da web influenciam a própria percepção. Em 2015, foi demonstrado que a beleza percebida de uma obra de arte em um contexto online varia com a influência externa, à medida que as avaliações de comparsas eram manipuladas por opinião e credibilidade dos participantes de um experimento solicitados a avaliar uma obra de arte. Além disso, no Reddit, verificou-se que conteúdos que inicialmente recebem alguns votos positivos ou negativos frequentemente continuam nesse padrão, fenômeno referido por usuários e administradores como “votação em banda” ou “efeito bola de neve”. (Veja também: Conformidade, Influência social normativa, Efeito de contexto)
Câmara de eco e Bolha de filtro podem ser criadas por administradores de sites ou moderadores de fóruns, bloqueando pessoas com pontos de vista diferentes ou estabelecendo certas regras, assim como pelas visões típicas de membros de subcomunidades online ou de "tribos" da Internet.
Fake news não precisa ser lida para ter efeito; atua em quantidade e impacto emocional apenas por seus títulos e frases de efeito. Pontos específicos, visões, questões e aparente prevalência de pessoas podem ser amplificados, estimulados ou simulados. (Veja também: Efeito de mera exposição)
Esclarecimentos, desmascaramento de conspirações e exposição de notícias falsas muitas vezes ocorrem tardiamente, quando o dano já foi feito e/ou não chegam à maior parte do público atingido pela desinformação associada.
Atividades em mídias sociais e outros dados podem ser usados para analisar a personalidade das pessoas e prever seu comportamento e preferências. Michal Kosinski desenvolveu tal procedimento. Esses dados podem ser usados para direcionar mídia ou informação à psicologia de uma pessoa, por exemplo via Facebook. Há relatos de que isso teve papel integral na vitória de Donald Trump em 2016. (Veja também: Publicidade direcionada, Marketing personalizado)

### Algoritmos, câmaras de eco e polarização
Devido ao excesso de conteúdo online, plataformas de redes sociais e motores de busca utilizam algoritmos para ajustar e personalizar os feeds dos usuários segundo suas preferências individuais, mas esses algoritmos também restringem a exposição a diferentes pontos de vista e conteúdos, levando à criação de câmaras de eco ou bolhas de filtro.
As bolhas de filtro influenciam as escolhas e a percepção da realidade dos usuários, dando a impressão de que determinado ponto de vista ou representação é amplamente compartilhado. Após o referendo de 2016 sobre a permanência do Reino Unido na União Europeia e as eleições presidenciais dos Estados Unidos, esse tema ganhou atenção, já que muitos indivíduos confessaram surpresa com resultados muito distantes de suas expectativas. A amplitude do pluralismo é influenciada pela personalização dos serviços e pela forma como isso diminui a escolha. Cinco influências verbais manipulativas foram identificadas em textos midiáticos: autoexpressão, estratégias de discurso semântico, estratégias persuasivas, “swipe films” e manipulação de informação. O vocabulário para manipulação de fala inclui eufemismo, vocabulário de humor, adjetivos situacionais, slogans, metáforas verbais etc.
Pesquisas sobre câmaras de eco de Flaxman, Goel e Rao, Eli Pariser, e Grömping sugerem que o uso de mídias sociais e motores de busca tende a aumentar a distância ideológica entre indivíduos.
Comparações entre segregação online e offline mostraram que a segregação é maior em interações presenciais com vizinhos, colegas de trabalho ou familiares, e revisões de pesquisas existentes indicaram que evidências empíricas não sustentam as visões mais pessimistas sobre polarização. Um estudo de 2015 sugeriu que as próprias escolhas dos indivíduos impulsionam o filtro algorítmico, limitando a exposição a uma variedade de conteúdos. Embora algoritmos possam não causar polarização, podem amplificá-la, compondo parte significativa do novo cenário informativo.

## Pesquisa e uso por agências de inteligência e militares

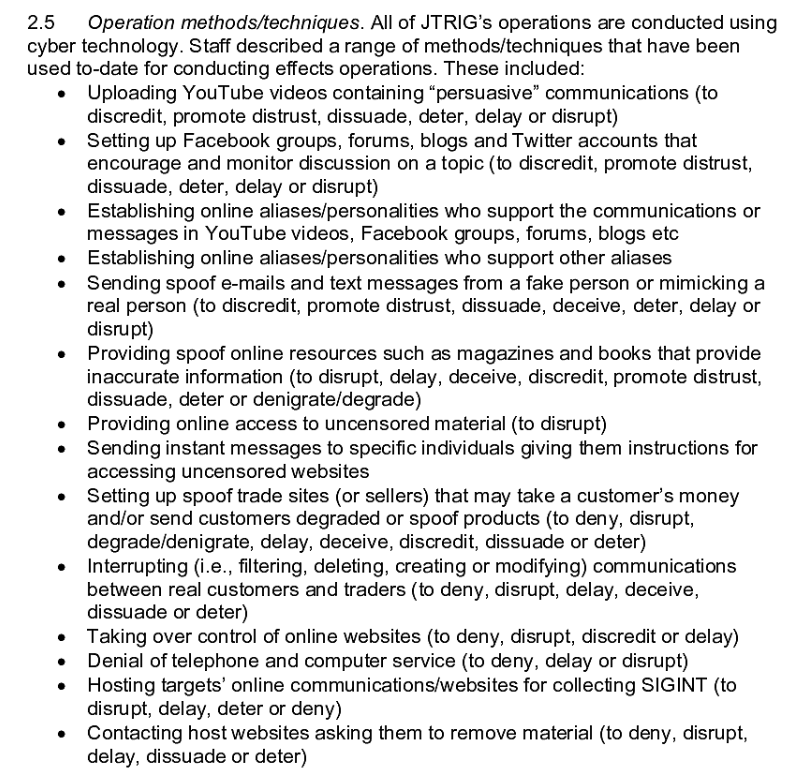
Alguns dos métodos/técnicas de operação vazados do JTRIG

A unidade Joint Threat Research Intelligence Group do Government Communications Headquarters (GCHQ), a agência de inteligência britânica, foi revelada nas divulgações de vigilância global por documentos vazados pelo ex-colaborador da National Security Agency, Edward Snowden. Sua missão inclui usar “truques sujos” para “destruir, negar, degradar [e] interromper” inimigos.
Táticas principais incluem injetar material falso na Internet para destruir reputações e manipular o discurso online e o ativismo: postar conteúdo e atribuí-lo falsamente a terceiros, fingir ser vítima do alvo e publicar “informações negativas” em fóruns.
Conhecidas como operações de “Efeitos”, as atividades do JTRIG tornaram-se parte significativa das operações do GCHQ até 2010. Seus esforços de propaganda online (denominados “Ação Clandestina Online”[carece de fontes?]) utilizam “mensagens em massa” e o “empurrar de histórias” via Twitter, Flickr, Facebook e YouTube. Operações de “falsa bandeira” online também são empregadas. O JTRIG também alterou fotografias em mídias sociais e enviou comunicados desagradáveis por e-mail e SMS sobre alvos. Em junho de 2015, arquivos da NSA publicados por Glenn Greenwald revelaram detalhes adicionais do trabalho de manipulação de comunidades online do JTRIG.
As divulgações também revelaram a técnica de “coleta de credenciais”, em que jornalistas podem ser usados para disseminar informações e identificar jornalistas não-britânicos que, uma vez manipulados, podem fornecer acesso a alvos durante entrevistas. Não se sabe se esses jornalistas tinham consciência da manipulação.
A Rússia é frequentemente acusada de financiar “trolls” para postar opiniões pró-russo na Internet. A Internet Research Agency ficou conhecida por empregar centenas de russos para criar a ilusão de apoio massivo sob identidades falsas. Em 2016, a Rússia foi acusada de usar propaganda sofisticada para espalhar fake news visando punir Hillary Clinton e favorecer Donald Trump, além de minar a confiança na democracia americana.
Em um relatório de 2017, o Facebook admitiu que seu site foi explorado por governos para manipular opinião pública durante eleições nos EUA e na França.
Foram identificados três componentes principais em campanhas de operações de informação: coleta direcionada de dados; criação de conteúdo e amplificação falsa; e coordenação de contas falsas para manipular discussões políticas, amplificando algumas vozes e reprimindo outras.

## Na política
Em 2016, Andrés Sepúlveda revelou ter manipulado a opinião pública para fraudar eleições na América Latina. Segundo ele, com US\$ 600 000 liderou hackers que roubaram estratégias de campanha, criaram falsas ondas de entusiasmo e instalaram spyware em escritórios de oposição para ajudar Enrique Peña Nieto a vencer.
Nas eleições de 2014 na Índia, tanto o Bharatiya Janata Party (BJP) quanto o Congresso foram acusados de contratar “trolls políticos” para falar favoravelmente em blogs e mídias sociais.
O governo chinês supostamente opera o “[50-cent army]]” (referência ao pagamento) e o “[Internet Water Army]]” para reforçar apoio ao PCC e suprimir dissidências.
Em dezembro de 2014, o ministério de informação ucraniano foi criado para combater a propaganda russa, criando contas em mídias sociais (a “i-Army”) e angariando seguidores fingindo ser moradores do leste.
O Twitter suspendeu bots pró-Saudita após o desaparecimento de Jamal Khashoggi.
O Mediapart relatou que os Emirados Árabes Unidos usaram a Alp Services, de Mario Brero, para publicar artigos falsos criticando o Qatar e a Irmandade Muçulmana na Europa, cerca de 100 ao ano.

## Nos negócios e marketing
A manipulação da Internet é usada em negócios e marketing para influenciar consumidores. A Forbes discute como a desinformação se espalha rapidamente em plataformas sociais. Stu Sjouwerman alerta que notícias legítimas e falsas se misturam em campanhas de larga escala visando influenciar o público.

## Trolling e outras aplicações
Hackers, profissionais contratados e cidadãos comuns engajam-se em manipulação usando software e bots de internet, bots sociais, votebots e clickbot.
Em abril de 2009, trolls da 4chan elegeram Christopher Poole como pessoa mais influente de 2008 em enquete da Time, com mais de 16,7 milhões de votos — resultado questionado devido a bots e fraudes. A interferência ficou evidente quando as primeiras letras dos candidatos formaram “Marblecake. Also, The Game”, memes da 4chan.
Hacktivistas também exploram técnicas sofisticadas de manipulação da web e mídias sociais.

## Contramedidas
A revista Wired observou que medidas estatais, como registro obrigatório e ameaças de punição, não bastam para combater bots online.
Sites como o Reddit ocultaram votos por período definido para reduzir influência de avaliações anteriores.
Outras propostas incluem sinalizar conteúdo satírico ou falso. Em dezembro de 2016, o Facebook passou a marcar artigos questionados com apoio de usuários e verificadores de fatos externos. A empresa identificou “operações de informação” e suspendeu 30 000 contas antes da eleição na França.
O inventor da World Wide Web Tim Berners-Lee alerta para o risco de poucas empresas decidirem o que é verdade e defende que a abertura torna a web mais confiável, citando a Wikipedia como exemplo de governança colaborativa.
Softwares de checagem de fatos e extensões de navegador que registram histórico de leitura também são usados para alertar sobre desinformação.
Daniel Suarez defende valorização do pensamento crítico e propõe ensino de lógica formal, alfabetização midiática e avaliação objetiva nas escolas.

### Respostas governamentais
Estudo do Oxford Internet Institute revela que pelo menos 43 países propuseram ou implementaram regulamentações contra campanhas de influência, fake news, abuso em mídias sociais e interferência eleitoral.

#### Alemanha
Antes das eleições de setembro de 2017, todos os principais partidos, exceto o AfD, comprometeram-se a não usar bots sociais em campanhas e a condenar tal prática. Hessen, Baviera e Saxônia-Anhalt propuseram leis para punir uso de pseudônimo no Facebook ou criação de contas falsas com até um ano de prisão.

#### Itália
Em 2018, a agência AGCOM publicou diretrizes para as eleições de março, abordando seis temas:
1. Tratamento igualitário de assuntos políticos
2. Transparência da propaganda
3. Proibição de conteúdos ilícitos e pesquisas eleitorais
4. Contas de administrações públicas em mídias sociais
5. Proibição de propaganda no dia da eleição e no dia anterior
6. Reforço a serviços de verificação de fatos

#### França
Lei de 2018 exige que plataformas divulguem valores pagos por anúncios e autores; represente na França e publiquem algoritmos. Juiz pode liminarmente suspender fake news manifestas, massivas e com potencial de perturbar a ordem pública.

#### Malásia
Lei Anti-Fake News (2018) definia “notícias falsas” e previa até seis anos de prisão para cidadãos ou publicações digitais; revogada em agosto de 2018.

#### Quênia
Lei de 2018 criminalizou cibercrimes e fake news, punindo com multa e até dois anos de prisão quem publicar dados falsos com intenção de que sejam considerados autênticos.

### Pesquisas
A chanceler alemã Angela Merkel instou o Bundestag a debater manipulação política por bots sociais e fake news.